# Flugplatz Thun

i7
i11
i13
Der Flugplatz Thun (ICAO-Code LSZW) war ein Militärflugplatz in Thun im Schweizer Kanton Bern. Er wurde von der Schweizer Luftwaffe 1955 ausgemustert und wird seither als ziviler Flugplatz für Leichtflugzeuge benutzt.

## Geschichte
Die erste fliegerische Tätigkeit auf der Thunerallmend (Waffenplatz Thun) wurde 1910 erwähnt. 1913 landete der Flugpionier Oskar Bider auf einem seiner Trainings- und Erkundungsflüge zur Alpentraversierung auf der Thunerallmend. 
1914 wurde die Schweizer Luftwaffe gegründet. Die Beschaffung von Flugzeugen der neuesten Generation aus dem Ausland war wegen des Ersten Weltkrieges nicht mehr möglich. Im Mai 1915 erhielt die Eidgenössische Konstruktionswerkstätte (K+W) in Thun vom Bundesrat den Auftrag sechs Flugzeuge nach den Entwürfen von August Haefeli zu bauen. Im Juni hatte die K+W eine eigene Abteilung für die Konstruktion und Fabrikation von Flugzeugen geschaffen. 

Häfeli DH-1 Nr. 43 produziert von der K+W Thun

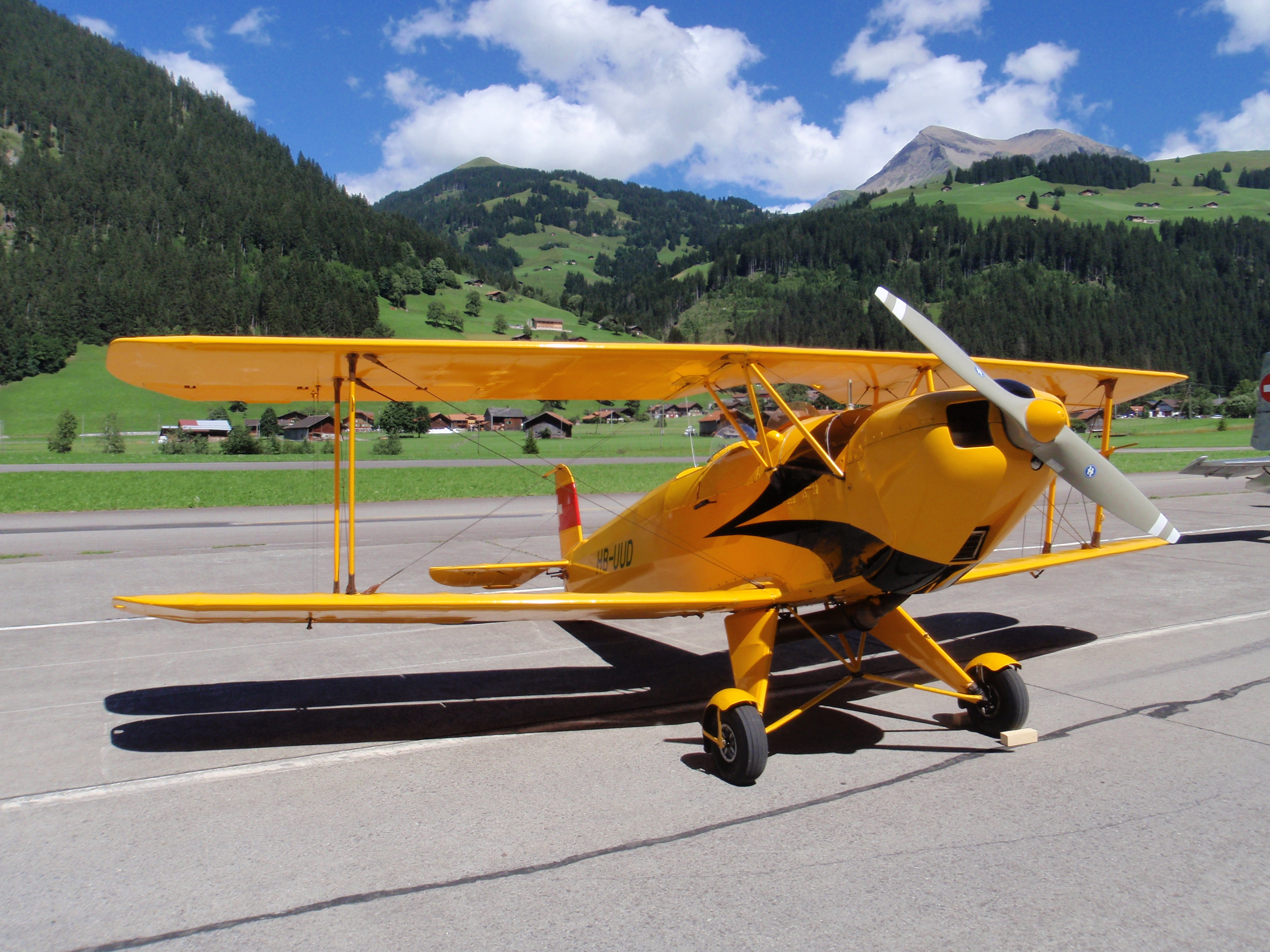
Bücker Bü 131 HB-UUD des Bücker Fan Clubs Thun

Zur Erprobung der Flugzeuge wurden auf der Thunerallmend Hallen gebaut und eine Piste mit Richtung 23/05 sowie eine Notlandepiste 33/15 eingerichtet. Im November 1915 war die erste neue Maschine zum Probeflug bereit und im April 1916 wurden die sechs DH-1 abgeliefert. 
Die Thunerallmend wurde neben dem Militär auch von der zivilen Fliegerei benutzt. 1933 wurde der Aeroclub Berner Oberland als Regionalverband im Aero-Club der Schweiz gegründet. Daneben gab es eine regionale Ballongruppe, ein Gleitflugverein und eine Modellbaugruppe. 
Ab 1940 wurde der Flugzeugbau von der Allmendstrasse in Thun schrittweise nach  Emmen verlagert. Im Januar 1943 wurde das Konstruktionsbüro in den Innerschweizer Reduitraum nach Emmen verlegt und das Eidgenössische Flugzeugwerk in Emmen offiziell gegründet. 
Mit dem Rückzug der Armee ins Reduit lag der Flugplatz Thun ausserhalb der Verteidigungsgrenzen des Reduit (Sperrstelle Einigen) und verlor an Bedeutung. 
Ende 1955 wurde der Militärflugplatz geschlossen und das letzte Militärflugzeug verliess Thun in Richtung Emmen.
1967/68 musste die Piste wegen des Autobahntunnelbaus unter der Allmend zweimal verlegt werden. 1986 wurde die Motorflugpiste und 1999 die Segelflugpiste saniert. Eine Hartbelagspiste konnte nicht verwirklicht werden, da die Allmend heute ein Naturreservat ist. 
Der Flugplatzverein Thun zählt 167 Aktivmitglieder und fünf Gruppen für Motorflug, Segelflug, Modellflug, Bücker Fan Club und Oldtimer/Selbstbau (Stand Juli 2015).